# Aplotarsus incanus
Espèce
Aplotarsus incanus est une espèce de coléoptères élatéridés (taupins) que l'on trouve en Europe, jusqu'au Caucase et en Sibérie et est présente en France. Cette espèce a été décrite par l'entomologiste suédois Leonard Gyllenhaal en 1827.

## Description
Ce coléoptère plat muni d'un long pronotum mesure au total environ 7 à 10 millimètres, se distingue par sa couleur noire, qui au lieu d'être brillante, comme d'autres taupins de cette couleur, est tout à fait mate avec une dense pilosité brunâtre. Les élytres peuvent être noirs ou brunâtres. Ses pattes sont brun foncé, plus claires pour les tibias. Les antennes de onze articles sont de même longueur que celle de la tête au pronotum. Le pronotum est prolongé d'une pointe bien distincte de chaque côté de son côté postérieur. L'abdomen est plat, long et fuselé.

## Écologie
L'imago apparaît en avril-mai jusqu'en août. On le trouve sur les joncs et les saules. Il apprécie les berges des petites rivières et des étangs et les environnements relativement humides.